# Karl Schürl
Karl Schürl (16. února 1866 Znojmo – 22. června 1924 Moravská Třebová) byl rakouský a český politik německé národnosti z Moravy, na počátku 20. století poslanec Říšské rady.

## Biografie
Vychodil základní školu, reálnou školu a absolvoval zemědělskou školu a veterinární školu. Profesí byl inspektorem chovu zvířat. Byl členem veterinární rady kuratoria pro oceňování zemědělského zvířectva.
Na počátku 20. století se zapojil i do celostátní politiky. Ve volbách do Říšské rady roku 1911 byl zvolen do Říšské rady (celostátní zákonodárný sbor) za německý obvod Morava 18. Usedl do poslaneckého klubu Německý národní svaz, v jehož rámci reprezentoval Německou radikální stranu. Ve vídeňském parlamentu setrval do zániku monarchie.Profesně byl k roku 1911 uváděn jako zemský inspektor chovu zvířat.
Po válce zasedal v letech 1918–1919 jako poslanec Provizorního národního shromáždění Německého Rakouska (Provisorische Nationalversammlung).